# Större umbraspett
Större umbraspett (Blythipicus pyrrhotis) är en asiatisk fågel i familjen hackspettar inom ordningen hackspettartade fåglar.

## Kännetecken

### Utseende
Större umbraspett är en 27 centimeter lång, helbrun hackspett med lång, blek näbb. Ovansidan är rostfärgad med mörkbrun bandning. Hanen har en röd fläck på sidan av halsen. Ungfågeln har streckad hjässa och även undersidan är bandad.Den mindre arten mindre umbraspett (B. rubiginosus) har bland annat mörkare dräkt, svart stjärt och vissa även ett rött mustaschstreck.

### Läten
Hackspetten har en bred repertoar av läten: ett hård, dalande skratt, ett böljande torrt kacklande, ett högljutt tjatter och ekorrelika "kecker-rak-kecker-rak...".

## Utbredning och systematik
Större umbraspett delas in i fem underarter med följande utbredning:
- Blythipicus pyrrhotis pyrrhotis – förekommer i Nepal södra Kina (Sichuan, Yunnan), Laos och norra Vietnam
- Blythipicus pyrrhotis sinensis – förekommer i sydöstra Kina (Guizhou och Guangxi i Fujian)
- Blythipicus pyrrhotis annamensis – förekommer i högländerna i södra Vietnam
- Blythipicus pyrrhotis hainanus – förekommer i bergen på Hainan (södra Kina)
- Blythipicus pyrrhotis cameroni – förekommer i högländer på Malackahalvön

### Släktskap
Umbraspettarna tillhör en grupp hackspettar där även sultanspettarna i Chrysocolaptes ingår. Dessa är i sin tur systergrupp till de amerikanska jättespettarna i Campephilus.

## Levnadssätt
Större umbraspett påträffas i städsegrön skog upp till 2750 meters höjd, men oftast över 1000 meter. Den lever av termiter, myror och stora trädlevande larver från skalbaggar, men även andra insekter och ibland bär. Fågeln häckar mellan mars och juni i ett trädhål lågt i ett träd, mellan en och fyra meter ovan mark. Där lägger den två till fyra vita ägg.

## Status och hot
Arten har ett stort utbredningsområde och en stor population, men tros minska i antal till följd av habitatförlust, dock inte tillräckligt kraftigt för att den ska betraktas som hotad. Internationella naturvårdsunionen IUCN kategoriserar därför arten som livskraftig (LC). Världspopulationen har inte uppskattats men den beskrivs som generellt ovanlig, dock lokalt vanlig.

## Namn
Fågelns vetenskapliga släktesnamn hedrar den engelske zoologen Edward Blyth (1810-1873).